# Marcel Calvat
Pour les articles homonymes, voir Calvat.
Marcel Calvat, né le 27 avril 1943 à Mens, est un haut dirigeant sportif français. Il préside la Fédération française de ski de 2002 à 2004, l'Association française des entraîneurs de ski alpin de 1989 à 2004 et l'Association internationale des entraîneurs de ski depuis 1992.

## Biographie
Au cours de ses années d’école normale (promotion 1959-1963) à Grenoble, il fait ses premières armes dans le cadre associatif à l'Union sportive de l'enseignement du premier degré (USEP) et à l'Union française des œuvres laïques d'éducation physique (UFOLEP), où il passera le brevet de moniteur de colonies de vacances et le brevet d'initiateur de ski. En 1963 il passe l’Initiateur de la Fédération française de la montagne, stage dirigé par René Desmaison, pour encadrer les sorties du Club Alpin Français. Avec le guide Roger Canac, il crée l’école d’escalade du Bourg d’Oisans en 1964 au lieu-dit « le Vernis ». Il effectue son service militaire au 6e bataillon de chasseurs alpins de Grenoble (1968-69) pendant lequel il termine son diplôme d’état de moniteur national de ski. Il est promu responsable de la préparation physique des équipes de ski (fond et alpin) du bataillon puis entraîneur sur neige de l’équipe alpine au sein de la section éclaireurs skieurs. Il exerce comme professeur d’Éducation physique et sportive de 1966 à 1990 au collège de La Tronche puis au collège Jules Flandrin de Corenc. En 1990 il réussit le concours de personnel de direction de l’Éducation nationale et va occuper successivement des postes de principal adjoint puis principal de collège particulièrement en zone d'éducation prioritaire.
En 1971 il passe le brevet d’entraîneur fédéral à Val-d'Isère (organisé par la FFS). En 1983 il obtient le brevet d’état 2e degré d’entraîneur de ski alpin de compétition. Il entraînera les clubs : Ski-Vif de 1970 à 1971, puis de l’Association sportive du centre d'études nucléaires de Grenoble  (ASCENG) et le ski club du Centre à l'énergie atomique (CEA) de 1971 à 1980.
Élu au conseil d'administration de l’office du tourisme de Mens en 2005. Il assure avec d'autres collègues les visites guidées de ce territoire dans le cadre de l’association «Les amis du musée du Trièves ».
En mars 2008, il est élu 1er maire-adjoint à Mens, il sera réélu en 2014 jusqu'en 2020. Il présidera  la communauté de communes du canton de Mens en 2008. Il est retraité de l'éducation nationale depuis 2002.

## Président de la Fédération française de ski
En 1975 il est élu pour la première fois au comité directeur du comité régional des sports de neige du Dauphiné (CRSND). Il reste élu depuis cette date sans interruption. Responsable de la commission « entraînement  alpin » puis responsable de la commission « formation des cadres » toutes disciplines, avant d’occuper le poste de vice-président puis de président du comité le 15 juin 2002. Il occupera ce mandat de président durant 16 ans, ne souhaitant pas se représenter il laissera sa place le 27 avril 2018 à Philippe Cuier.
Il assume la présidence de la coordination ski Rhône Alpes, interface entre les cinq comités de la fédération française de ski de la région (Dauphiné, Savoie, Mont Blanc, Forez et Lyonnais) depuis 2014 qui, le 27 novembre 2017 à la suite du nouveau découpage des régions, s'est transformée en Ligue régionale de ski Rhône Alpes Auvergne.
En 1980 il est élu au comité directeur de la Fédération française de ski. Dans le cadre du comité alpin, chargé de la gestion des équipes nationales, il occupe le poste de responsable « entraînement et doctrine » chargé de la mise en place des nouveaux brevets d’état d’entraîneur et de l’élaboration d’un classeur « fiches techniques à l’usage du ski alpin de compétition ».
En décembre 2002 il est élu président de la Fédération française de ski mettant fin à une longue querelle de personnes entre le sortant, Bernard Chevallier (1987-2002), et son éphémère successeur, Jean Béranger. Durant cette période tourmentée la FFS sera mise en redressement judiciaire après des années de grosses difficultés financières accumulées. Après de nombreuses tensions et rebondissements, de démissions annoncées, il restera en poste jusqu'en octobre 2004 date à laquelle il cédera sa place à Alain Méthiaz,.
Il reste membre du comité directeur de la FFS et depuis mai 2014, il occupe conjointement les postes de secrétaire général et de vice-président de la fédération sous la présidence de Michel Vion.
Le 2 juin 2018 lors de l'assemblée générale élective de la FFS à Grenoble, il met fin à tout mandat après 45 ans d'engagement fédéral.

## Président de l'Association française des entraîneurs de ski alpin
En 1976 il est cofondateur, l’Association française des entraîneurs de ski alpin (AFESA) qui regroupe en son sein les entraîneurs professionnels et bénévoles intervenant au niveau des clubs, comités régionaux, équipes nationales. Il occupera successivement les postes de secrétaire général puis, président pendant quinze ans de 1989 à 2004 date à laquelle il souhaitera le renouvellement et cédera sa place à Gérard Gautier.
Durant son mandat de président il assure les fonctions de directeur de la publication : « l’Entraîneur de ski alpin » jusqu'en 2004, revue destinée aux adhérents et aux passionnés du ski alpin de compétition, tirée à 2 000 exemplaires et distribuée également aux institutions chargées de gérer le sport en général, et le ski en particulier, en France et à l’étranger.
En 1992 lors du colloque international organisé à Albertville par l'AFESA, il est élu président de l'Association internationale des entraîneurs de ski.

## Distinctions
- Chevalier de l'ordre national du Mérite (mai 2010)[14]
- Chevalier de l'ordre des Palmes académiques (1999)
- médaille d'Or de la jeunesse et des sports (2003).